# Eda Rivas
Pour les articles homonymes, voir Rivas.
Eda Adriana Rivas Franchini, née le 23 mars 1952 à Lima, est une avocate et femme politique péruvienne. 
Elle est ministre de la Justice et des Droits de l'homme de 2012 à 2013, puis ministre des Affaires étrangères de 2013 à 2014, sous la présidence d'Ollanta Humala,. Elle est ensuite ambassadrice du Pérou en Italie et représentante permanente auprès de la FAO et de diverses instances internationales, jusqu'en 2016.

## Biographie

### Jeunesse et formation
Eda Rivas naît à Lima le 23 mars 1952. Elle est diplômée en droit de l'université pontificale catholique du Pérou. Elle complète sa formation par une spécialisation de troisième cycle en gestion des services publics à l'université de Castille-La Manche en Espagne, et elle obtient également une spécialisation de troisième cycle en réglementation des infrastructures de la fonction publique de l'université de Las Palmas de Gran Canaria.
Rivas est mariée au juriste Diego García-Sayán Larrabure, ancien juge et président de la Cour interaméricaine des droits de l'homme, avec qui elle a trois enfants : Enrique Diego (né en 1979), Gonzalo Alonso (né en 1981) et Rodrigo Aurelio (né en 1983).

### Conseil juridique, enseignement
Eda Rivas commence sa carrière comme conseillère juridique dans diverses entités publiques, telles que l'ENAPU, OSITRAN et COPRI, ainsi que conseillère auprès du cabinet du Premier ministre du Pérou et du ministère des Affaires étrangères de 2000 à 2001.
Dans le secteur privé, elle est consultante dans divers domaines, notamment liés à la compétitivité des entreprises, la bonne gouvernance d'entreprise, la responsabilité sociale des entreprises et d'autres domaines connexes. Dans le domaine de l'enseignement universitaire, elle est professeur de droit administratif à l'université pontificale catholique du Pérou. De mars 2004 à octobre 2009, elle est conseillère à la direction générale et à la présidence de l'Institut péruvien d'action des entreprises (IPAE).

### Membre du gouvernement
Dans l'administration d'Ollanta Humala, Rivas est nommé chef du cabinet des conseillers du ministère de la Justice. Elle est ensuite nommée ministre déléguée de la Justice en décembre 2011.
Le 23 juillet 2012, elle prête serment en tant que ministre de la Justice et des Droits de l'Homme, faisant partie du troisième gouvernement du président Ollanta Humala, dirigé par Juan Jiménez Mayor,.
Moins d'un an après sa nomination au poste de ministre de la Justice, Eda Rivas change d'attribution ministérielle au gouvernement et devient en mai 2013 la première femme ministre des Affaires étrangères de son pays,,.
Deux mois plus tard, à la suite d'accusations d'espionnage américain en Amérique latine portées par le journal brésilien O Globo se basant sur des documents publiés par Edward Snowden, Eda Rivas demande le 18 juillet 2013 des explications aux États-Unis pour l'espionnage dont son pays aurait été la cible.
Le 2 octobre 2013, Eda Rivas accompagne le président Humala lors d'une tournée officielle en Asie. La délégation péruvienne se rend d'abord à Bangkok, en Thaïlande, pour conclure un accord sur le commerce extérieur. Par la suite, ils se rendent à Bali, en Indonésie, pour assister au sommet de l'APEC, auquel Humala participe aux côtés d'autres chefs d'État. De manière inattendue, le 7 octobre, le gouvernement annonce que le président péruvien anticipera son retour et qu'il profitera d'une escale à Paris pour rencontrer le président français François Hollande, rencontre convenue à la demande de ce dernier. Immédiatement, plusieurs parlementaires péruviens préviennent que le Congrès de la République n'avait donné l'autorisation que pour une tournée internationale en Asie, mais pas en France, pour laquelle une « violation constitutionnelle » aurait été commise,.
Eda Rivas comparaît le 11 octobre 2013 devant le Congrès pour expliquer cette situation ; elle justifie l'arrivée du président Humala à Paris, arguant que ce n'est qu'une « escale technique », mais pas un voyage dans ce but ; elle soutient également que la rencontre avec le président français était « informelle », justifiant ainsi le fait que l'autorisation du Congrès n'avait pas été sollicitée, sans tenir compte du fait que des questions d'État avaient débattues lors de la réunion bilatérale avec la France. Le 14 octobre, un groupe de parlementaires dépose une motion de censure contre la ministre des Affaires étrangères. Le 20 octobre, après quatre heures d'intenses délibérations, le Congrès passe au vote, qui est favorable à la ministre, avec 54 voix contre la censure, 52 pour et 4 abstentions,,.
Un autre événement important se produit pendant son passage au ministère des Affaires étrangères, c'est le verdict de la Cour internationale de justice sur la controverse de la délimitation maritime entre le Chili et le Pérou, le 27 janvier 2014, par lequel le Pérou récupère 50 000 km² de mer.
Le 23 juin 2014, elle est remplacée par Gonzalo Gutiérrez Reinel, diplomate de carrière. Cette décision la prend par surprise, puisqu'elle n'attendait son changement que pour juillet de cette année-là.

### Ambassadrice
Le 16 avril 2015, elle est nommée ambassadrice du Pérou en Italie, poste qu'elle occupe à partir de mai de la même année. De plus, elle est désignée représentante permanente du Pérou auprès de l'Organisation des Nations unies pour l'alimentation et l'agriculture (FAO), devant le Programme alimentaire mondial (PAM) et le Fonds international de développement agricole (FIDA). Elle est également nommée ambassadrice à Saint-Marin, tout en continuant à être ambassadrice en Italie, et à Chypre. Elle est ensuite remplacée dans tous ses postes diplomatiques au début de la présidence de Pedro Pablo Kuczynski en 2016.